# Ratzerod von Neuengronau
Ratzerod von Neuengronau este o arie protejată (arie specială de conservare — SAC, sit de importanță comunitară — SCI) din Germania întinsă pe o suprafață de 96,01 ha, integral pe uscat.

## Localizare
Centrul sitului Ratzerod von Neuengronau este situat la coordonatele 50°17′45″N 9°32′46″E / 50.2958°N 9.5461°E.

## Înființare
Situl Ratzerod von Neuengronau a fost declarat sit de importanță comunitară în aprilie 1999 pentru a proteja 11 specii de animale. Situl a fost protejat și ca arie specială de conservare în martie 2008.

## Biodiversitate
Situată în ecoregiunea continentală, aria protejată conține 6 habitate naturale: Formațiuni ierboase bogate în specii de Nardus, dezvoltate pe substraturi silicioase în zone montane (și în zone submontane, în Europa continentală), Pajiști cu Molinia pe soluri calcaroase, turboase sau argilos-nămoloase (Molinion caeruleae), Fânețe de joasă altitudine (Alopecurus pratensis, Sanguisorba officinalis), Păduri de fag Luzulo-Fagetum, Păduri de fag Asperulo-Fagetum, Păduri aluvionare cu Alnus glutinosa și Fraxinus excelsior (Alno-Padion, Alnion incanae, Salicion albae).
La baza desemnării sitului se află mai multe specii protejate:
- păsări (9): porumbel de scorbură (Columba oenas), ciocănitoare neagră (Dryocopus martius), muscar negru (Ficedula hypoleuca), sfrâncioc roșiatic (Lanius collurio), Locustella naevia, gaia roșie (Milvus milvus), alunar (Nucifraga caryocatactes), ciocănitoare verzuie (Picus canus), sitar de pădure (Scolopax rusticola)
- amfibieni (1): izvoraș-cu-burta-galbenă (Bombina variegata)
- mamifere (1): castor (Castor fiber)

Pe lângă speciile protejate, pe teritoriul sitului au mai fost identificate 16 specii de plante, 2 specii de amfibieni, 11 specii de nevertebrate, 2 specii de reptile.